# Tsewang Dolkar Khangkar
Tsewang Dolkar Khangkar (tibétain : ཚེ་དབན་སྒྲོལ་དཀར་ཁན་དཀར, Wylie : tshe dban sgrol dkar khan dkar), née en 1959 à Kyirong, une région du Tibet occidental, est docteur en médecine tibétaine traditionnelle.

## Biographie
Tsewang Dolkar Khangkar est née en 1959, peu après la mort de son grand-père, le Dr. Tsering Wangdu Khangkar, mais avant la fin des 49 jours de rituel funéraire. Quelques jours plus tard, elle et sa famille se sont exilés vers l'Inde en passant par le Népal, une traversée dangereuse de l'Himalaya au cours de laquelle ses deux frères aînés sont morts.
Entre 1972 et 1978, elle étudie la médecine tibétaine à l'Institut de médecine et d'astrologie tibétaine (Men-Tsee Khang) de Dharamsala. Elle compléta son apprentissage sous la direction de sa mère, le célèbre Dr Lobsang Dolma Khangkar. Elle s'est mariée en 1977 à l'intellectuel tibétain K. Dhondup avec qui elle a eu 3 filles dont 2 sont encore en vie,. Elle dirige aujourd'hui une clinique à New Delhi, et un cabinet de consultation à Bombay. Elle a écrit plusieurs livres sur la médecine tibétaine. Elle est considérée comme une spécialiste du cancer.

## Ouvrages
- Médecin du toit du monde, avec Marie-José Lamothe, Editions du Rocher, 1997,  (ISBN 2268024911)
- La méthode bouddhiste de guérison, Guy Trédaniel, 1999,  (ISBN 2-84445-054-7)
- (en) Health and harmony through the balance pulse rhythms: the diagnostic art my mother taught me, avec Lobsang Dolma Khangkar, Yarlung Publications, 1990
- (en) Journey into the mystery of Tibetan medicine: based on the lectures of Dr. Dolma, Livre 1, avec Lobsang Dolma Khangkar, Yarlung Publications, 1990